# Haworthiopsis limifolia var. gigantea

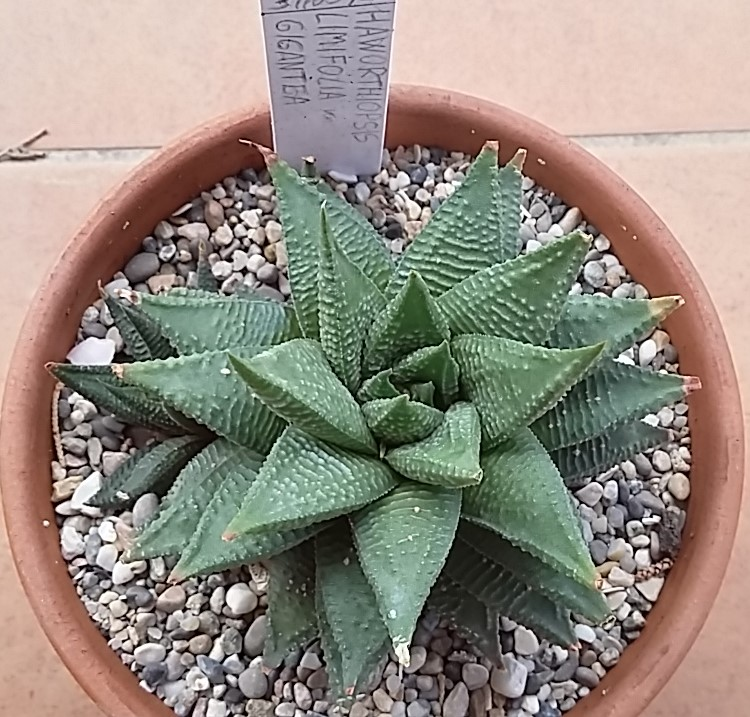
Haworthiopsis limifolia var. gigantea (vista des de dalt)

Haworthiopsis limifolia var. gigantea, coneguda abans com Haworthia limifolia gigantea, és una varietat de Haworthiopsis limifolia i està dins del gènere Haworthiopsis.

## Descripció
Hawortthiopsis limifolia var. gigantea és una suculenta sense tija que forma grans rosetes compactes de fulles de color verd fosc a verd marronós cobertes de nombrosos tubercles de color verd clar a gairebé blancs de disposició irregular. Té petits tubercles elevats en lloc de les crestes transversals característiques de Haworthiopsis limifolia var. limifolia. Les rosetes creixen fins a 10 cm d'alçada i 23 cm de diàmetre. Les fulles són ovadolanceolades, de fins a 11 cm de llarg i 4 cm d'ample. La superfície superior de les fulles és còncava i amb una carena longitudinal marginal obliqua als tres quarts superiors. La superfície inferior és convexa, generalment amb una depressió longitudinal obliqua estreta. Les flors són petites, blanques amb un nervi central de color marró verdós, tenyides de rosa a les puntes, i apareixen disposades en espiral sobre un peduncle esvelt de fins a 75 cm de llarg, inclòs el raïm a la primavera i l'estiu.

## Distribució
Aquesta varietat creix a Eswatini i està restringida a algunes localitats del nord de la província sud-africana KwaZulu-Natal

## Taxonomia
Haworthiopsis limifolia var. gigantea va ser descrita per (M.B.Bayer) G.D.Rowley i publicat a Alsterworthia Int., Special Issue 10: 4, a l'any 2013.
Etimologia
L'epítet varietal gigantea és la forma femenina de l'adjectiu llatí "giganteus", que significa "gegant" i fa referència a la mida poc comuna de la varietat.
deriva del llatí que significa "tancat".
Sinonímia
- Haworthia limifolia var. gigantea M.B.Bayer, J. S. African Bot. 28: 215 (1962). (Basiònim/Sinònim substituït)
- Haworthia gigantea (M.B.Bayer) M.Hayashi, Haworthia Study 3: 13 (2000).[4]